# Аксарка (река)
Аксарка — река в Приуральском районе Ямало-Ненецкого АО. Устье реки находится в 200 км от устья Обь по правому берегу. Длина реки 84 км, в 8 км по левому берегу впадает приток Малая Аксарка.

## Данные водного реестра
По данным государственного водного реестра России относится к Нижнеобскому бассейновому округу, водохозяйственный участок реки — Обь от города Салехард и до устья, речной подбассейн реки — бассейны притоков Оби ниже впадения Северной Сосьвы. Речной бассейн реки — (Нижняя) Обь от впадения Иртыша.
Код объекта в государственном водном реестре — 15020300212115300033534.